# Zeemijn

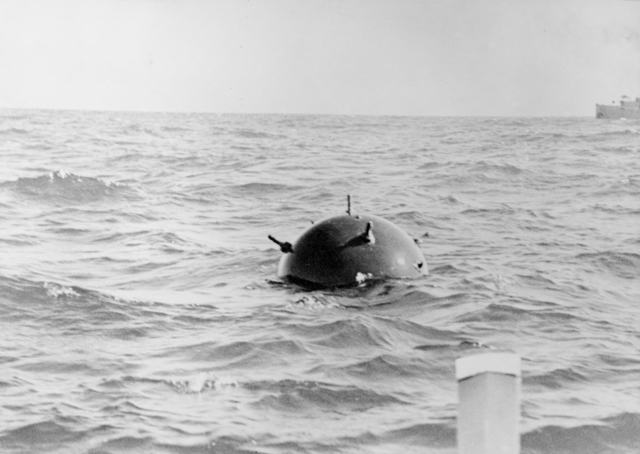
Een Duitse contactmijn afgeworpen in Australische wateren (Tweede Wereldoorlog)

Zeemijnen naar positie in de zee. Verklaring letters en cijfers: A: water, B: zeebodem, SS: onderzeeboot.
1. Drijvende zeemijn, 2. Drijvende mijn onderwater, 3. Mijn geankerd aan bodem, 4. Idem met korte kabel, 5. Bodemmijn, 6. Torpedomijn, zoekt actief doel op als een vaartuig voorbij vaart en 7. Opstijgende mijn als schip eroverheen vaart.

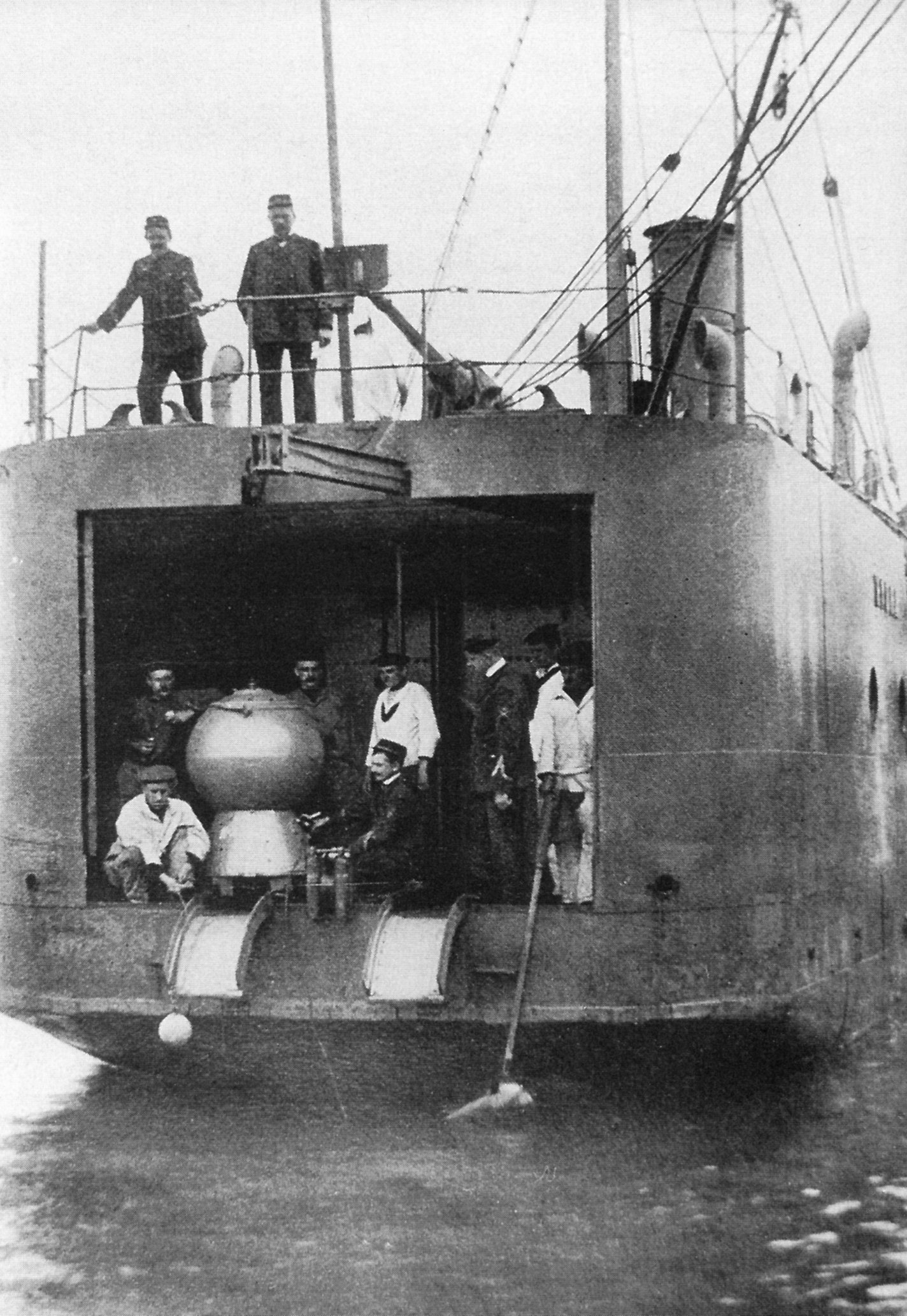
Hr.Ms. Hydra tijdens een oefening

Een zeemijn is een type mijn dat bestaat uit een metalen omhulsel met een explosieve lading, een ontstekingsmechanisme dat gekoppeld is aan een sensor, een verankeringsmechanisme en een neutralisatiemechanisme.
Een zeemijn kan geplaatst worden ter hoogte van de waterlijn, kan zweven tussen de waterlijn en de bodem, of kan zich bevinden op de bodem van de zee. Als er een vaartuig of een onderzeeër in de buurt passeert, kan het ontstekingsmechanisme van de mijn geactiveerd worden.
De explosieve lading bevat TNT (trinitrotolueen). TNT is onoplosbaar in water, en blijft werkzaam gedurende tientallen jaren, waardoor oude mijnen nog steeds explosief kunnen zijn. Sommige mijnen kunnen een explosieve lading bevatten tot 1.5 ton.

## Soorten zeemijn
Zeemijnen kunnen worden ingedeeld volgens hun positie in de zee, maar ook volgens hun ontstekingsmechanisme.
Zeemijnen ingedeeld volgens hun ontstekingsmechanisme:
- Contactmijnen: contactmijnen zijn doorgaans uitgerust met antennes of stekels. Ze liggen verankerd aan een zwaar blok op de bodem van de zee. Ze zweven daardoor zo'n 6 meter onder het wateroppervlak want ze zijn bedoeld om schepen met een behoorlijke diepgang te treffen. Als een vaartuig in contact komt met de mijn, zal deze exploderen. Contactmijnen waren het eerste type mijn.
- Invloedsmijnen: er bestaan verschillende soorten van deze mijnen, en deze kunnen ook gecombineerd zijn.
  - Een magnetische mijn zal geactiveerd worden door een magnetische invloed. Dit kan zijn een schip dat passeert. Dit is de reden waarom mijnenjager en mijnenvegers een heel lage magnetische handtekening hebben. Een scheepsromp in GRP (glass reinforced polyester) kan hiervoor dienen.
  - Een akoestische mijn bevat hydrofonen. Een hydrofoon zal in een vloeistof een akoestische oscillatie omzetten in een elektrische oscillatie. Dit type mijn kan exploderen door de trillingen van de scheepsschroef en scheepsmachines.
  - Een drukmijn is een mijn waarvan het ontstekingsmechanisme gevoelig is voor een drukverschil in het water. Een schip dat passeert en hierdoor een drukverschil creëert, kan de mijn doen ontploffen.
  - Een inductiemijn is een mijn waarvan het ontstekingsmechanisme gevoelig is voor een variatie in het magnetisch veld, veroorzaakt door een voorbijvarend vaartuig.

## Leggen van zeemijnen
Het uiteindelijk doel van een mijnenveld is vijandelijke schepen te vernietigen, maar ze kunnen ook de scheepvaart hinderen. De mijnen worden bij voorkeur gelegd in vaarroutes, daar waar veel schepen passeren zoals in de monding van een rivier waaraan havens zijn gelegen. Voor diepstekende schepen zijn de vaarroutes vaak smal en met een klein aantal zeemijnen kan de doorvaart al behoorlijk worden gestremd.
Zeemijnen kunnen op verschillende wijzen worden gelegd, de meest bekende methoden zijn per schip, bommenwerper en onderzeeboot. 
Het plaatsen van mijnen gebeurt in de meeste gevallen door middel van gespecialiseerde schepen. De mijnenlegger heeft een relatief grote capaciteit en kan de mijnen met precisie plaatsen. De mijnen worden met vooraf bepaalde intervallen in het water achter het schip gedropt. De locatie van elke mijn wordt vastgelegd. Deze informatie wordt gedeeld met de eigen schepen zodat de mijnen geen gevaar opleveren, maar de informatie helpt ook om de mijnen te ruimen na de strijd. Wanneer de mijnen worden gedropt uit vliegtuigen is de exacte positie nauwelijks vast te stellen.
Andere methoden om mijnenvelden te leggen zijn onder meer:
- Civiele schepen, zoals koopvaardij- of vissersschepen, die hiervoor zijn aangepast;
- Vliegtuigen: de mijnen worden vanaf een lage vlieghoogte gedropt of de afdaling naar het water wordt vertraagd door een parachute;
- Onderzeeërs: de mijnen worden gelanceerd vanuit de torpedobuis of losgemaakt van mijnenrekken aan de zijkanten van de onderzeeër;
- Aanvalsduikers eventueel met bemande torpedo: duikers die kleine zeemijnen meenemen en deze plaatsen.

De zeemijn moet geactiveerd worden. Dit kan automatisch gebeuren na het contact met water, maar ook handmatig. Met een veiligheidskoord wordt een klok gestart en na enige tijd wordt de mijn actief. De tijdspanne geeft de mijnenleggers voldoende tijd om veilig uit de buurt van de mijn te komen.

## Bestrijding
Om een gebied van zeemijnen vrij te maken worden speciale schepen zoals de mijnenveger of mijnenjager ingezet. De schepen waren veelal gebouwd van hout maar tegenwoordig maakt men meer gebruik van polyester. Verder zijn zoveel mogelijk niet magnetische materialen verwerkt om het schip a-magnetisch te maken.
Iedere soort zeemijn vereist een eigen methode om ze te vernietigen.
- Om contactmijnen te vegen wordt achter het schip een stalen kabel gesleept met een lengte van circa 500 meter. Aan de kabels zitten scharen gemonteerd die de kabel van de mijn doorknippen. De mijn komt boven drijven en wordt door de mijnenveger met kanon onschadelijk gemaakt.
- Voor magnetische mijnen creëert de veger achter zich een kunstmatig magnetisch veld door een lus achter het schip te leggen en daar een elektrische stroom doorheen te sturen.
- Voor akoestische mijnen zijn er hamers aan boord die al de soorten trillingen nabootsen. Op de schepen zelf zijn veel voorzieningen getroffen om zo min mogelijk trillingen en geluid te maken. De motoren zijn gemonteerd op rubberen dempers of voorzien van rubberen slangen.

Moderne mijnenjagers van de Alkmaar-klasse van de Koninklijke Marine of de tripartite-klasse van de Belgische marinecomponent zijn uitgerust met twee sonars, altijd één gemonteerd in de romp van het schip, de zogenaamde Hull Mounted Sonar (HMS), en een mobiele variant, de Self Propelled Variable Depth Sonar (SPVDS). Met deze laatste zoekt een mijnenjager de zeebodem af naar mijnen, maar ook scheepswrakken en verloren containers kunnen hiermee worden opgespoord. Is eenmaal een mijn gevonden dan kan een onderwatervaartuig te water worden gelaten. Dit is uitgerust met een videocamera en een mijnenvernietigingslading. De videobeelden worden naar het schip gestuurd en als het inderdaad om een mijn gaat, wordt het onderwatervaartuig tegen de mijn aangevaren waardoor ze ontploft. Een andere variant van het onderwatervaartuig legt een lading bij de mijn en vaart dan weg waarna de zeemijn tot ontploffing wordt gebracht.

## Gevolgen van de oorlog
Na de twee wereldoorlogen hebben vissers vaak zeemijnen in hun netten gevonden. Als de mijnen niet meer verbonden zijn met hun kabel en wegdriften, kunnen ze de oorzaak zijn van ongelukken, zowel op zee als op de kuststrook als de mijnen aanspoelen. De TNT lost niet op in het water, maar is toxisch voor de grond en dit heeft op lange termijn een invloed op het mariene ecosysteem.